# Headhunters - Il cacciatore di teste
Headhunters - Il cacciatore di teste (Hodejegerne) è un film del 2011 diretto da Morten Tyldum ed interpretato da Aksel Hennie, Nikolaj Coster-Waldau e Synnøve Macody Lund, tratto dal romanzo omonimo del 2008 di Jo Nesbø.
Proiettato in Norvegia il 26 agosto 2011, Headhunters è stato un successo al botteghino, diventando il film norvegese di maggior incasso di tutti i tempi, facendo incetta di recensioni positive e ricevendo la nomination per diversi premi, tra cui quattro Amanda Awards e un BAFTA Award per il miglior film non in lingua inglese.

## Trama
Roger Brown, un uomo di successo che fa il selezionatore di personale, sostiene il suo lussuoso stile di vita rubando dipinti di grande valore dalle case dei suoi candidati. Lo fa soprattutto per garantire il tenore di vita desiderato da sua moglie Diana, ma al contempo non vuole darle un figlio come lei vorrebbe. Il suo partner Ove Kjikerud lavora in una società di sorveglianza e lo aiuta disattivando la sicurezza nelle case delle vittime. Una sera, all'inaugurazione della sua galleria, la moglie di Roger gli presenta Clas Greve, un ex dirigente dal passato perfetto per Pathfinder, una società di tecnologie GPS, per la quale Roger sta cercando un candidato. Roger nota l'attrazione di Diana per Clas, e, quando la stessa Diana gli confida che Clas possiede un raro dipinto di Rubens, Roger, con l'aiuto di Ove, riesce a rubare il dipinto a casa di Clas, ma durante il colpo scopre anche il telefono di Diana accanto al suo letto.
Il giorno dopo Roger esce di casa per andare a lavorare, ma trova Ove nella sua auto all'interno del suo garage, apparentemente morto. Accanto all'uomo scopre una siringa di veleno. Brown mette Ove nel bagagliaio e lo scarica in un lago, con l'intento di liberarsi del cadavere, ma l'acqua lo fa risvegliare, poiché probabilmente non aveva preso una dose sufficiente di veleno. Roger porta Ove nella sua casa per cercare di curarlo dal veleno, ma il ferito dice di voler andare in ospedale. Roger si rifiuta perché non vuole coinvolgere la polizia. All'improvviso Ove estrae una pistola e spara a Roger, ma nello scontro a fuoco Roger lo uccide accidentalmente.
In quel momento Clas sopraggiunge, ma Roger, intuendone le cattive intenzioni, fugge con l'auto di Ove verso una fattoria. L'inseguitore si mette alla ricerca facendo uso del GPS e di un bulldog, ma Roger riesce a nascondersi. Una volta che Clas si è allontanato, Roger esce dal nascondiglio, ma dapprima rinviene il cadavere del contadino e poco dopo viene aggredito dal cane. Brown lo uccide e fugge con il trattore dell'agricoltore. Tallonato da un'auto, crede di essere inseguito da Clas e perde il controllo del mezzo. Al risveglio in un ospedale, Roger capisce che la polizia lo crede Ove e che sospetta di lui per l'omicidio del contadino. Mentre viene portato alla centrale per venire interrogato, Roger e i poliziotti vengono seguiti da Clas, che cerca di ucciderli investendoli con un autocarro rubato. Roger, unico sopravvissuto all'impatto, finge di essere morto. Una volta messosi in salvo, si rade la testa, perché ha capito che la moglie può avergli impiantato dei trasmettitori GPS sui capelli.
Roger si rivolge alla sua ex amante Lotte per chiederle aiuto, ma scopre che anche lei sta lavorando per Clas, che ha architettato il piano (compresa l'esca del Rubens, che si rivela finto) per rubare la tecnologia di Pathfinder. In un momento di disattenzione Lotte cerca di pugnalare Roger, ma lui le spara, uccidendola. Roger torna a casa, dove si chiarisce con Diana, che si rivela all'oscuro di tutto. La mattina dopo Roger si reca nell'obitorio dove sono custoditi i cadaveri dei morti nello scontro per distruggere alcune prove, mentre Diana incontra nuovamente Clas, dando l'idea di voler riprendere la relazione. Mentre sta pulendo anche la casa di Ove, Roger viene sorpreso da Clas, che gli spara senza esito, poiché Diana ha sostituito i suoi proiettili con proiettili a salve, mentre Roger lo falcia con una raffica di mitra. Lo scontro a fuoco viene ripreso dalla società di sorveglianza, e grazie a ciò Roger organizza le prove a sua discolpa, facendo sembrare che fosse stato Ove a essere implicato nello scontro a fuoco con Clas.
Il film si chiude con Roger e Diana, che è visibilmente incinta, che vendono la loro casa, mentre Roger torna a lavorare.

## Produzione
Nel 2009 la società di produzione svedese Yellow Bird acquistò i diritti per il romanzo Il cacciatore di teste di Jo Nesbø, pubblicato nel 2008. È stato il primo romanzo di Nesbø a essere trasformato in un film. Il film è stato girato nei dintorni di Oslo con un budget di 30 milioni di Corone norvegesi per oltre 40 giorni.
Un remake di Hollywood per Headhunters è previsto, con i giornalisti inglesi e lo sceneggiatore Sacha Gervasi per riscrivere la sceneggiatura. I diritti per il remake in lingua inglese sono stati venduti per il film allo Studio americano Summit Entertainment nel 2011, mentre il film norvegese era ancora in produzione.
In un episodio trasmesso nel 2013 a MythBusters è stata testata la fattibilità di una scena di incidente stradale del film (una persona sul sedile posteriore di una macchina che riesce a sopravvivere all'impatto di un autocarro di grande portata grazie alla vicinanza di due persone pesanti in entrambi i lati che possono attutire l'urto), concludendo che non era il caso.

## Distribuzione
Il film è uscito in Norvegia il 26 agosto 2011 ed è stato visto da 104.000 spettatori norvegesi nel weekend di apertura, diventando così il secondo miglior weekend di apertura nella storia norvegese, dopo Max Manus. È stato di gran lunga il film nazionale più seguito dell'anno, con 557.086 biglietti venduti al botteghino, e il secondo più visto tra i film stranieri, battuto solo da Harry Potter e i Doni della Morte - Parte 2.
In Italia è stato trasmesso in televisione il 31 agosto 2013 su Rai 4, su Iris il 4 febbraio 2015 e su Rai Movie l'11 aprile 2016.

## Accoglienza
Headhunters ha ricevuto recensioni molto positive. Basandosi su 93 recensioni, Rotten Tomatoes dà al film un punteggio di 92% e un voto di 7,6 su 10. Nel consenso pubblico si legge, "macabro, tortuoso, e cupamente comico, Headhunters è un'esilarante e stravagante trasposizione di elementi del thriller familiare." Su Metacritic, il film ha un punteggio di 72 su 100, che lo indica come "generalmente favorevole", basato sull'opinione di 26 critici.
Roger Ebert del Chicago Sun-Times ha dato al film tre stelle e mezzo su quattro, lodando il film come "...un argomento per il tipo di thriller che più mi manca. Si intrattiene con elementi di storia, in cui nel comportamento umano le paure si evolvono. A differenza di troppi thriller che dipendono da acrobazie, effetti speciali e scene disgustose, questo escogita una trama dove conta quello che succede. Non è tutto l'energia cinetica."

## Riconoscimenti
Headhunters è stato il primo film norvegese ad aver ricevuto la nomination per il BAFTA (nella categoria Miglior Film non in lingua inglese). Il film è stato anche nominato per quattro Amanda Awards: People's Amanda, Miglior attore, Migliore regista e Migliori effetti speciali, ma non per Miglior film norvegese.
| Anno | Premio                                            | Categoria                                   | Ricevente                      | Risultato       |
| ---- | ------------------------------------------------- | ------------------------------------------- | ------------------------------ | --------------- |
| 2012 | Amanda Award                                      | People's Amanda                             |                                | Vincitore/trice |
| 2012 | Amanda Award                                      | Miglior attore                              | Aksel Hennie                   | Candidato/a     |
| 2012 | Amanda Award                                      | Miglior regista                             | Morten Tyldum                  | Candidato/a     |
| 2012 | Amanda Award                                      | Migliori effetti speciali                   | Lars Erik Hansen, Jan Svalland | Candidato/a     |
| 2013 | British Academy Film Awards                       | Miglior film non in lingua inglese          |                                | Candidato/a     |
| 2013 | Empire Awards                                     | Miglior thriller                            |                                | Vincitore/trice |
| 2012 | European Film Awards                              | Premio del pubblico al miglior film europeo |                                | Candidato/a     |
| 2012 | Golden Trailer Awards                             | Miglior film d'azione straniero             |                                | Candidato/a     |
| 2011 | Philadelphia Film Festival                        | Premio del pubblico - Menzione d'onore      |                                | Vincitore/trice |
| 2012 | Phoenix Film Critics Society Awards               | Miglior film in lingua straniera            |                                | Candidato/a     |
| 2012 | San Diego Film Critics Society Awards             | Miglior film in lingua straniera            |                                | Candidato/a     |
| 2013 | Saturn Awards                                     | Miglior film internazionale                 |                                | Vincitore/trice |
| 2012 | St. Louis Gateway Film Critics Association Awards | Miglior film in lingua straniera            |                                | Candidato/a     |